# جان گارانگ
جان گارانگ (انگلیسی: John Garang؛ ۲۳ ژوئن ۱۹۴۵ – ۳۰ ژوئیهٔ ۲۰۰۵) یک سیاست‌مدار اهل سودان و بنیانگذار جنبش آزادی‌بخش خلق سودان جنوبی بود که در یک سانحه هوایی با توطئه سالواکیر کشته شد.